# Koleno (díl)

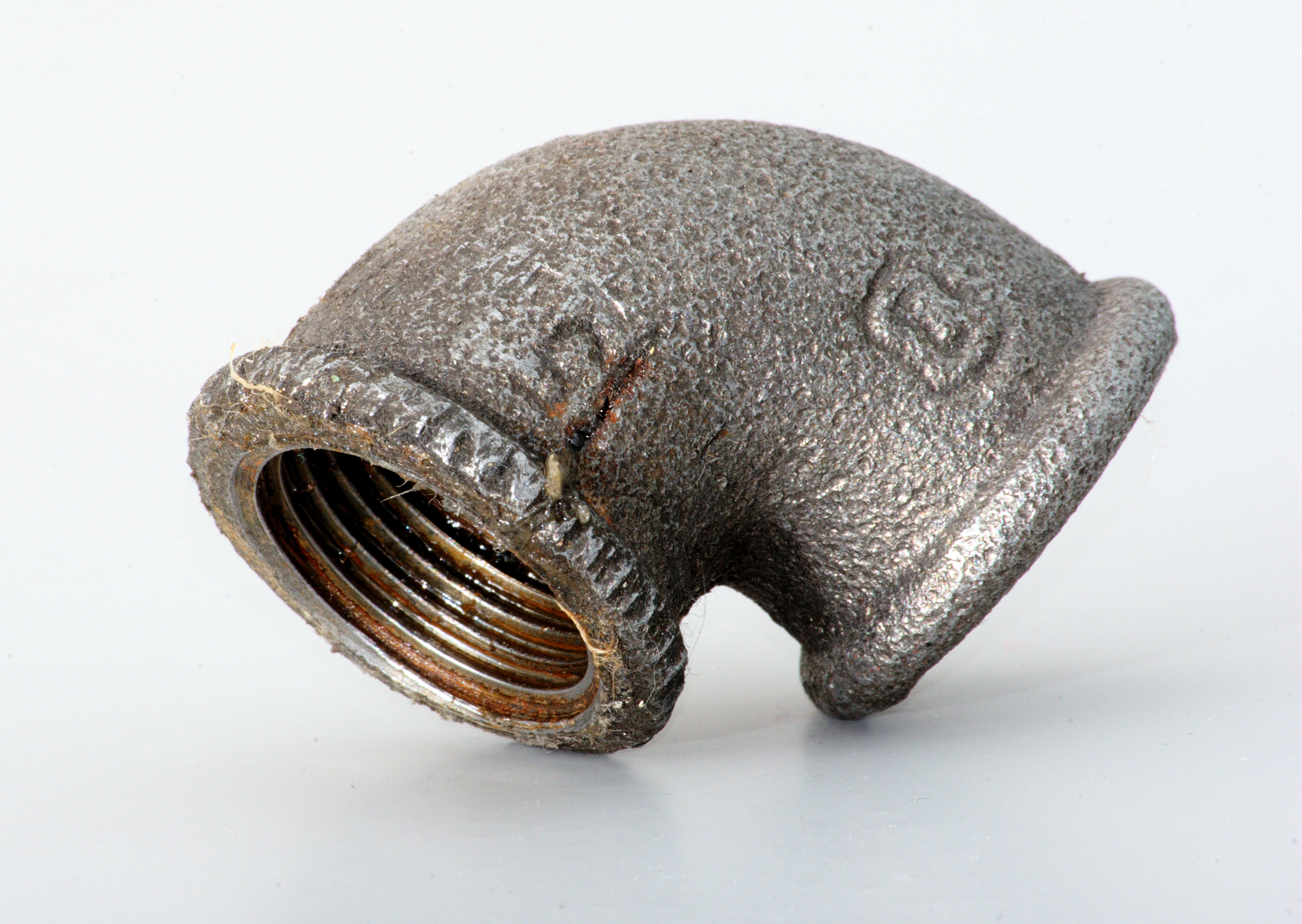
Litinové koleno se závitem

Koleno je tvarově pevná armatura, která umožňuje změnit směr potrubí. Nejčastěji se používají kolena s úhlem ohybu 90°, 45° a 60°. Koleno je jedna z nejčastěji používaných armatur.

## Požadavky na pevnost
Koleno, podobně jako i jiné armatury v potrubí, je vystaveno nejen tlaku dopravované tekutiny (média), ale i vnějšímu mechanickému namáhání v důsledku:
- nedokonalé vestavby potrubí (skutečný úhel potrubí je jiný, než úhel kolena)
- změny rozměrů potrubí v důsledku jeho teplotní roztažnosti (typický příklad: dilatační smyčka)
- montáže a demontáže (zejména u závitových spojení)

U potrubí, která jsou vystavena častým změnám teploty, se z výše uvedených důvodů doporučuje použít u svařovaných kolen tlustší materiál.

## Tlaková ztráta
V důsledku změny směru proudění média vzniká v koleně tlaková ztráta. V závislosti na rychlosti proudění média a drsnosti potrubí může být tato ztráta ekvivalentní až desítkám metrů přímého potrubí. Co do konstrukce kolena samotného má na tlakovou ztrátu vliv:
- úhel ohybu (Např. 45° vs. 90° má poměr ztrát ca. 1:3,75 při závitem spojovaném potrubí.[1])
- poměr "poloměr ohybu : průměr potrubí" (čím větší poloměr ohybu, tím menší tlaková ztráta)
- druh spoje mezi armaturou a potrubím (přírubové spoje, protože u nich nedochází ke změně světlosti potrubí ve spoji, mají podstatně nižší ztrátu než závitové)

Pokud je proudění v přímém potrubí na horní hranici laminárního režimu, může koleno (resp. i jiná armatura) vyvolávat přechod do turbulentního proudění s vyššími hydraulickými ztrátami.

## Využití

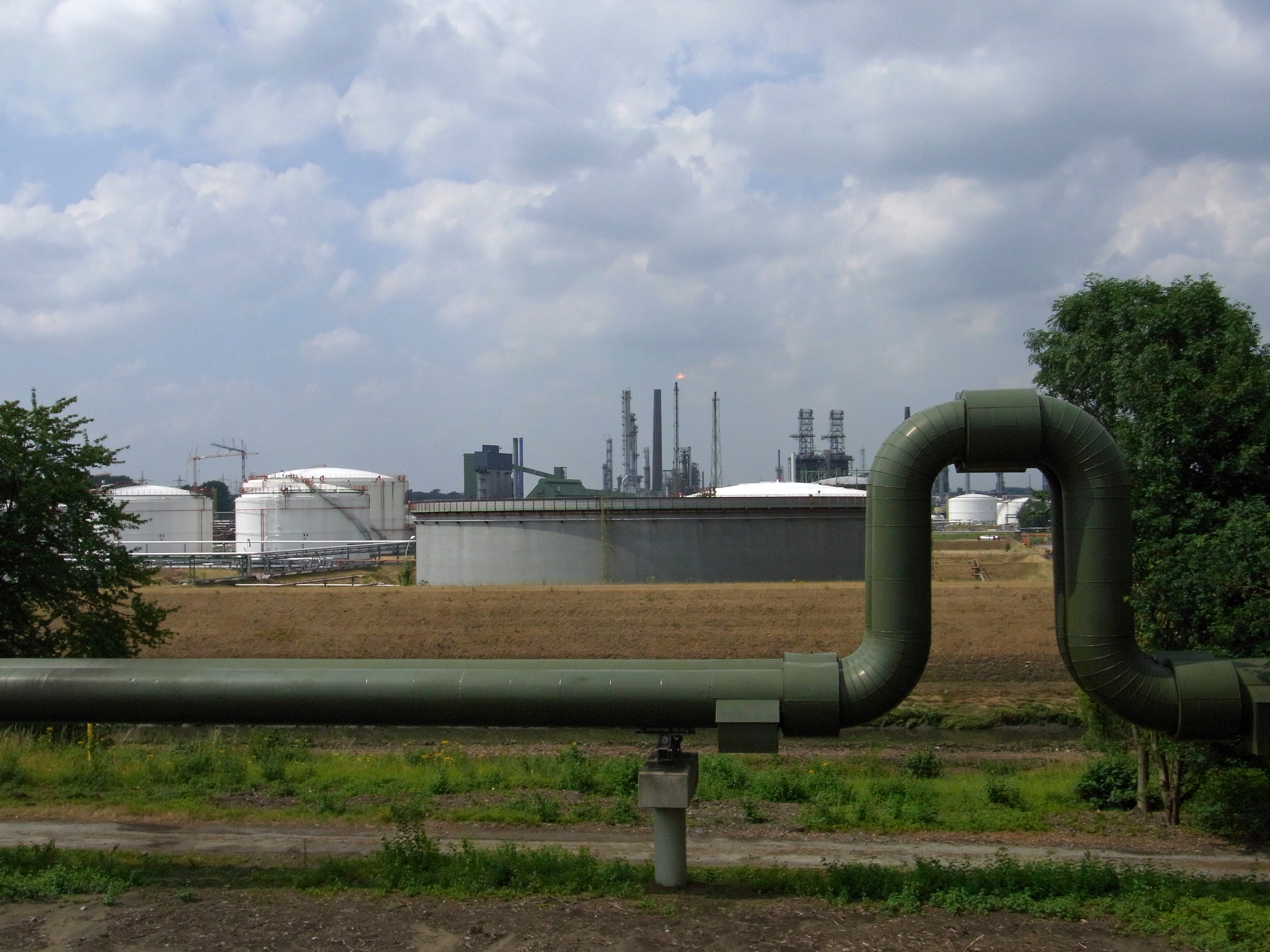
Dilatační smyčka na potrubí poblíž rafinerie BP s použitím čtyř 90° kolen

Kromě zjevných použití je třeba zmínit např. dilatační smyčky u dálkových potrubí. Na jednu smyčku připadají ve většině případů čtyři 90° kolena. Protože např. u dálkových teplovodů musejí být dilatační smyčky v dostatečně krátkých rozestupech, je i tlaková ztráta celého potrubí do značné míry ovlivněna právě koleny.